# Филлипс (округ, Монтана)
Округ Филлипс (англ. Phillips County) располагается в штате Монтана, США. Официально образован в 1913 году. По состоянию на 2010 год, численность населения составляла 4253 человека.

## География
По данным Бюро переписи США, общая площадь округа равняется 13 499,093 км2, из которых 13 312,613 км2 суша и 189,070 км2 или 1,390 % это водоёмы.

## Население
По данным переписи населения 2000 года в округе проживает 4 601 жителей в составе 1 848 домашних хозяйств и 1 241 семей. Плотность населения составляет менее 1,00-го человека на км2. На территории округа насчитывается 2 502 жилых строений, при плотности застройки менее 1,00-го строения на км2. Расовый состав населения: белые — 89,44 %, афроамериканцы — 0,15 %, коренные американцы (индейцы) — 7,61 %, азиаты — 0,33 %, гавайцы — 0,02 %, представители других рас — 0,37 %, представители двух или более рас — 2,09 %. Испаноязычные составляли 1,15 % населения независимо от расы.
В составе 31,90 % из общего числа домашних хозяйств проживают дети в возрасте до 18 лет, 57,20 % домашних хозяйств представляют собой супружеские пары проживающие вместе, 6,80 % домашних хозяйств представляют собой одиноких женщин без супруга, 32,80 % домашних хозяйств не имеют отношения к семьям, 29,10 % домашних хозяйств состоят из одного человека, 14,60 % домашних хозяйств состоят из престарелых (65 лет и старше), проживающих в одиночестве. Средний размер домашнего хозяйства составляет 2,45 человека, и средний размер семьи 3,03 человека.
Возрастной состав округа: 27,30 % моложе 18 лет, 5,50 % от 18 до 24, 24,50 % от 25 до 44, 25,10 % от 45 до 64 и 25,10 % от 65 и старше. Средний возраст жителя округа 41 лет. На каждые 100 женщин приходится 100,40 мужчин. На каждые 100 женщин старше 18 лет приходится 0,00 мужчин.
Средний доход на домохозяйство в округе составлял 28 702 USD, на семью — 37 529 USD. Среднестатистический заработок мужчины был 25 132 USD против 20 274 USD для женщины. Доход на душу населения составлял 15 058 USD. Около 13,80 % семей и 18,30 % общего населения находились ниже черты бедности, в том числе — 23,10 % молодежи (тех, кому ещё не исполнилось 18 лет) и 12,10 % тех, кому было уже больше 65 лет.